# Oybek Qilichev
Oybek Qilichev (Tashkent, 17 gennaio 1989) è un ex calciatore uzbeko, di ruolo centrocampista.

## Carriera

### Club
Ha giocato nella massima serie dei campionati uzbeko, emiratino ed iraniano.

### Nazionale
Ha partecipato ai Mondiali Under-20 del 2009. Ha inoltre anche giocato 4 partite con la nazionale maggiore, tutte nel 2012.

## Palmarès

### Club

#### Competizioni nazionali
- Coppa dell'Uzbekistan: 2

Paxtakor: 2009
AGMK Olmaliq: 2018
- Campionato uzbeko: 2

Paxtakor: 2012, 2014